# Peter Verbruggen (journalist)
Peter Verbruggen (Mol, 20 mei 1966 - Leuven, 15 maart 2015) was een Belgisch redacteur en journalist.

## Levensloop
Verbruggen begon zijn carrière bij Het Volk en maakte in 1995 de overstap naar Het Laatste Nieuws. In oktober 1996 werd hij hoofdredacteur van de Antwerpse zusterkrant De Nieuwe Gazet in opvolging van Raymond De Craecker.
Daarnaast was hij de grondlegger en eerste voorzitter van ElvisMatters, de officiële Belgische fanclub van Elvis Presley.
Hij overleed in maart 2015 in het UZ Gasthuisberg te Leuven ten gevolge van complicaties die hij opliep na een griep. De afscheidsplechtigheid vond plaats in het CC 't Getouw te Mol.